# I portentosi effetti della madre natura
I portentosi effetti della madre natura és una òpera en tres actes composta per Giuseppe Scarlatti sobre un llibret italià de Carlo Goldoni. S'estrenà al Teatro San Samuele de Venècia l'1 de novembre de 1752.
A Catalunya s'estrenà el novembre de 1761 al Teatre de la Santa Creu de Barcelona.